# Three Moods of the Noisettes
Three Moods of the Noisettes es el EP debut de la banda Británica The Noisettes, que fue lanzado el 30 de agosto de 2005 en Estados Unidos y el 11 de abril de 2005 en el Reino Unido.

## Lista de canciones
1. "Don't Give Up" – 2:30 (Morrison, Shoniwa, Smith)
2. "Monte Christo" – 3:25 (Shoniwa, Smith)
3. "Signs" – 3:54 (Shoniwa, Smith)
4. "Burn" – 5:54 (Shoniwa, Smith)
5. "Don't Give Up" (canción en CD-ROM) (Morrison, Shoniwa, Smith)(sólo versión para EE. UU.)

- Datos: Q7797653